# Infirmier de secteur psychiatrique
Pour les articles homonymes, voir ISP.
 (août 2018).
Un infirmier de secteur psychiatrique, également nommé par le sigle I.S.P., est un infirmier exerçant dans le domaine de la santé mentale et prodiguant des soins infirmiers aux personnes souffrant d'affection psychiatrique.

## Profession

### Origines
Avant la Révolution, ceux qui étaient nommés des « fous », du moins ceux les plus dangereux, étaient emprisonnés et enchaînés avec les prisonniers de droit commun. Ainsi, lors de la prise de la Bastille, sept personnes, dont deux fous, furent promenées dans tout Paris avant d'être remises dans une autre prison. Cet historique lourd allait continuer, malgré le fait qu'il fut décidé de loger les fous dans des lieux plus adaptés avec du personnel spécifique pour s'occuper d'eux. Jean-Baptiste Pussin (Lons-le-Saunier 1746-Paris 1811) est considéré par cette profession comme le symbole historique de l'infirmier en psychiatrie. Il avait été soigné à Bicêtre pour une adénite tuberculeuse et fut, comme souvent c'était le cas, employé dans cet hôpital avant d'être surveillant des aliénés. Il entreprit avec le médecin Pinel (1745–1826) d'enlever les chaînes aux malades mentaux,.
Les mots de gardiens, ou de garde-chiourmes, définissaient le personnel qui s'occupait des aliénés. Le plus souvent le personnel était recruté pour leur force physique dans la paysannerie locale pour la province, voire parmi des délinquants à qui on n'offrait pas le choix et même les forts des Halles pour les malades difficiles de Villejuif. Ce personnel souvent illettré, sujet à l'alcoolisme, organisa pour le meilleur et pour le pire la vie des malades mentaux. Jean-Baptiste Pussin recrutait parmi les malades guéris et les convalescents. Les malades (généralement dans ces lieux à vie), les médecins, comme le reste du personnel, vivaient en autarcie dans les grands asiles trop souvent surpeuplés (environ 4 400 malades à l'hôpital psychiatrique interdépartemental de Clermont de l'Oise entre 1934 et 1939 par exemple) dans lesquels on travaillait de génération en génération. Il faudra attendre l'arrivée de traitements médicamenteux efficaces réduisant notablement les troubles et la mise en place de la politique de secteur géographique (à la suite de la circulaire de 1960) et le courant désaliéniste soutenu par beaucoup de ces infirmiers de secteur psychiatrique, pour voir les choses évoluer.

### Rôle dans le domaine psychiatrique
Les infirmiers de secteur psychiatrique ont une fonction d'observation dynamique et clinique, une fonction de permanence des soins, une fonction de répétiteur (donner un sens au temps qui passe), une fonction d'improvisation (quand le recours au cadre institutionnel n'est plus opérant), une fonction d'étayage (il pourra s'agir d'un accompagnement pour aider un patient dans son face-à-face à la réalité, lui donnant des points d'ancrage constructifs), une fonction d'attention, une fonction d'information, une fonction réponse, une fonction d'écoute. 
La remise en cause des grands hôpitaux psychiatriques vivant hors du temps, est en marche sous l'action du Docteur Lucien Bonnafé : c'est la politique de secteur de 1969 ou  les patients pourront être suivis près de chez eux. La mixité commence aussi à faire son chemin dans les services de psychiatrie tant au niveau des patients qu'au niveau infirmier. Les infirmiers de psychiatrie deviennent infirmiers de secteur psychiatrique, à savoir qu'ils travaillent sur un secteur géographique précis, suivent les malades également en visite à domicile, dans des structures extra hospitalières : dispensaires, hôpitaux de jour, puis dans les centres médico-psychologique (accompagnement social), centres d'accueil à temps partiel, appartements thérapeutiques, ce à quoi il faut ajouter des interventions dans le cadre de la psychiatrie de liaison.
Le cadre unique cède le pas. Les courants désaliénistes agitent le milieu infirmier. Le port de la blouse est lui-même sujet à controverse. Des petites structures se mettent en place comme des services de psychiatrie au sein des hôpitaux de soins généraux, devenus lieux de référence pour la politique de secteur. La présence de deux diplômes d'infirmiers, le passé asilaire trop lourd, la forte poussée de médicalisation, de nouvelles tâches, sonnèrent le glas de la filière spécifique pour la psychiatrie avec les réformes de 1992. D'importants mouvements eurent lieu, refus d'accueillir et d'encadrer des élèves infirmières, manifestations d'infirmiers de secteur psychiatrique de 1997 sous l'égide d'une coordination de mobilisation en psychiatrie (CNMP), pour obtenir l'équivalence DE/Psy qui leur avait été accordé sous le gouvernement d'Alain Juppé avant 1997. La Fédération nationale des infirmières (FNI) opposée à toute équivalence DE/ PSY a remporté une victoire partielle devant la Cour européenne de justice en 2007, qui a reconnu que l'arrêté supprimant l'équivalence DE/PSY n'avait pas été notifié à la Commission européenne et qu'il était donc contraire au droit communautaire. Cette décision n'a cependant pas rétabli l'équivalence, qui a été réintroduite en 2010, puis à nouveau annulée en 2014. Le Conseil d'État a confirmé l'annulation de cet arrêté dans sa décision n° 367149 du 17 janvier 2014
Le diplôme fut toutefois reconnu par un diplôme d'État d'infirmier de secteur psychiatrique (DEISP). Il n'y a donc plus de formation spécifique d'infirmiers de secteur psychiatrique. La profession est incluse dans le texte de loi de l'ordre infirmier. Dans les services de psychiatrie les infirmiers et les infirmiers de secteur psychiatrique coexisteront jusqu'au départ en retraite de ces derniers.  
Aujoud'hui les infirmiers titulaires du diplôme d’Etat, justifiant d'une expérience professionnelle d'au moins 3 ans en psychiatrie, peuvent bénéficier depuis 2018 d'une formation de deux ans d'infirmier en pratique avancée mention psychiatrie et santé mentale complémentaire, appelé Diplôme d'État d'Infirmier en pratique avancée (IPA) option Santé Mentale et Psychiatrie.

## En France

### Chronologie
- 1878 : l'école d'infirmiers de « l'asile de la Salpêtrière » accueille ses premiers élèves.
- 1907 : passage de l'état de gardien à celui du diplôme d'infirmier de secteur départemental en psychiatrie[8].
- 1922 : le titre « d'infirmier diplômé de l'État français » est créé. Il sanctionne une formation de deux ans axée sur le soin somatique, et n'incluant pas le soin en psychiatrie.
- 1930 : nouvelle formation sur 5 ans pour le diplôme d’infirmier des asiles d’aliénés de l’État Français[9] , très peu mis en œuvre[5].
- 1937 : le terme « hôpital psychiatrique » apparaît officiellement, et remplace celui « d'asile d'aliénés » (le titre d'infirmier psychiatrique remplace celui d'infirmier des asiles d'aliénés).
- 1945 : premières applications de la psychothérapie institutionnelle , théorisée au sein de la résistance durant les années d'occupation.
- 1946 : définition légale et officielle de l'infirmière par le code de la santé publique[10] français. La réalité psychiatrique n'y est pas évoquée, les infirmiers psychiatriques sont maintenus à l'écart : leur diplôme n'est reconnu que dans la région qui les a formés.
- 1949 : l'exercice professionnel des infirmiers psychiatriques est limité aux seuls hôpitaux psychiatriques[11], alors que les infirmières diplômées d'État peuvent travailler dans les deux secteurs sans avoir eu de formation psychiatrique (dans les faits, les infirmières diplômées d'État viendront peu en psychiatrie, leur formation ne les y préparant pas).
- 1949 : création des stages de formation pour les infirmiers psychiatriques des CEMEA, par Germaine le Guillant et Georges Daumezon. Ils auront un impact significatif sur la relation médecin-infirmier et la relation soignant-soigné, dans le courant de la psychothérapie institutionnelle[12].
- 1955 : création du premier diplôme pour les infirmiers des hôpitaux psychiatriques[13]. Il sanctionne une formation de deux ans.
- 1969 : le titre d'« Infirmier de secteur psychiatrique » est entériné[14].
- 1973 : la formation des infirmiers de secteur psychiatrique est portée à deux ans et quatre mois (dont 1580 heures de théorie)[15].
- 1979 : le temps de formation des infirmiers de secteur psychiatrique est augmenté de cinq mois, avec une première année commune à la formation des infirmiers en soins généraux[16], il leur faut désormais trois ans de formation avant d'être autorisé à passer un diplôme qui n'est alors toujours pas reconnu au niveau national, dont une année de psychopathologie et une de nosographie psychiatrique.
- 1992 : un décret[17] met fin aux études séparées : le programme des études en soins infirmiers incorpore les connaissances en psychiatrie et permet aux infirmières diplômées en soins généraux de travailler dans le domaine de la santé mentale. Une passerelle est créée pour les infirmiers de secteur psychiatrique afin d'obtenir une équivalence du diplôme d'État d'infirmier en effectuant et validant un stage de trois mois dans une des disciplines suivantes : médecine interne, chirurgie, aux urgences ou en unité de réanimation.
- 1999 : le diplôme des infirmiers de secteur psychiatrique encore en place devient Diplôme d'État d'Infirmier de Secteur Psychiatrique[18].
- 2001 : le rapport Piel-Roelandt[19] de juillet 2001 montre que la transition entre les infirmiers de secteur psychiatrique en voie de disparition et les infirmiers diplômés d'État ne s'est pas toujours bien effectuée. La non reconnaissance entre les deux diplômes provoqua une grave crise de recrutement et de compétences, des départs massifs en retraite plus ou moins anticipées de certains infirmiers de secteur psychiatrique ainsi qu'un véritable désinvestissement de ceux-ci au sein des services (travail de nuit ou absentéisme principalement).
- 2004 : l'émotion suscitée par le drame de l'hôpital psychiatrique de Pau et une série de violences graves imputées à des malades mentaux prendra un reflet particulier et révélera le malaise du travail en psychiatrie et débouchera sur le plan santé mentale 2005 2008 du ministre de la santé Philippe Douste-Blazy concernant les formations complémentaires pour les infirmiers travaillant en psychiatrie, sécurité renforcée dans les services de psychiatrie (certains n'étaient pas équipés de systèmes d'alarme), mise aux normes des chambres d'isolement par exemple.

### Lieux d'activité
En France, l'article L.474-3 du Code de la santé publique énumère les lieux d'exercice de la profession d'infirmier pour les infirmiers titulaires du diplôme d'État d'infirmier de secteur psychiatrique :
- syndicats inter-hospitaliers ;
- établissements de santé privés participant au service public hospitalier ;
- centres spécialisés de soins aux toxicomanes ;
- établissements de santé des armées ;
- institution nationale des invalides ;
- services et établissements relevant du ministère chargé de l'Éducation nationale ;
- services de médecine du travail et services de la protection judiciaire de la jeunesse;
- établissements de santé privés recevant des patients souffrant de maladies mentales, ou dispensant des soins de longue durée ;
- établissements et services sociaux et médico-sociaux mentionnés à l'article 3 de la Loi no 75-535 du 30 juin 1975[21] ;
- établissements et services mentionnés à l'article 46 de la loi no 75-534 du 30 juin 1975 d'orientation en faveur des personnes handicapées.

## Débats et discussions
Avec le plan de santé mentale 2005-2008 des formations complémentaires sont prévues pour le personnel soignant travaillant en psychiatrie : formations continues, formation interne, tutorat etc.
Le problème d'une spécialité en psychiatrie a fait débat. Certains parmi les ISP, syndicats, médecins estimaient qu'une spécialité permettait à cette discipline d'être mieux reconnue, plus attractive, avec du personnel plus motivé et mieux formé en psychiatrie, et aussi, de ce fait, mieux payé. L'opposition se situait du côté des IFSI et certains syndicats infirmiers : ils estimaient que cela reconstituerait les travers du passé avec un nouveau ghetto professionnel. Des gestionnaires et cadres d'hôpitaux préféraient aussi garder la possibilité de changer les infirmières de service au gré des besoins. En outre il y avait le risque pour les nouvelles infirmières de voir  une partie des offres d'emplois se verrouiller à la sortie des IFSI. Se posait aussi le problème du statut des infirmiers de secteur psychiatrique encore en place par rapport à leurs collègues du DEI. 

### Filmographie
- Wakefield (série télévisée)